# Cattedrale di Blackburn
La cattedrale di Blackburn (cattedrale di Santa Maria Vergine e San Paolo, in inglese Cathedral Church of Saint Mary the Virgin with St Paul) è la chiesa principale della diocesi anglicana di Blackburn, nel Lancashire (Inghilterra).
La chiesa attuale fu costruita a partire dal XIX secolo sul luogo di una precedente risalente all'epoca normanna. L'istituzione della locale diocesi, con l'elevazione a cattedrale, avvenne nel 1926.